# Пограничный стык
Пограничный стык — географическая точка, в которой сходятся границы трёх, реже четырёх и более государств или административно-территориальных образований. Тройной пограничный стык называют трипойнт, четверной — квадрипойнт. 
На месте пограничных стыков часто возводятся монументы или устанавливаются многоязычные знаки, описывающие уникальность данной точки. Иногда она становится объектом массового туризма. В некоторых случаях на территории, прилегающей к пограничному стыку, организуется зона свободной торговли. 
Наибольшее число пограничных стыков имеют Китай (16), Россия (12) и Австрия (9).

## Примеры

### Европа
- Трериксрёсет — пограничная точка, в которой сходятся границы Швеции, Норвегии и Финляндии
- Муоткавара — Россия, Финляндия и Норвегия.
- Валсерберг — Германия, Нидерланды, Бельгия. (С 1839 по 1920 к точке выходили границы Нейтрального Мореснета)
- Курган Дружбы — Белоруссия, Россия, Латвия.
- Три Сестры — Россия, Украина, Белоруссия.
- Людвиново — Белоруссия, Литва, Латвия.
- Виштитис — Россия, Польша, Литва.
- Явожинка — Польша, Словакия, Чехия.
- Кременец — Польша, Словакия, Украина.
- Шенген — Германия, Франция, Люксембург.
- Драйлендерэк — Германия, Франция, Швейцария.
- Скала трёх королевств[англ.] — Галисия, Леон, Португалия.
- Угол трёх императоров (до 1918 года) — Российская империя, Германская империя, Австрийская империя.
- Гора Тумба — стык Греции, Болгарии и Македонии.
- Золушка — северный стык Румынии, Украины и Молдовы.
- Джурджулешты — южный стык Румынии, Украины и Молдовы.

### Азия
- КУТ — стык границ Кыргызстана, Узбекистана и Таджикистана.
- Золотой треугольник — географическая зона, расположенная в горных районах Таиланда, Мьянмы и Лаоса (по некоторым источникам также — северо-восточного Вьетнама и южного Китая).
- Золотой полумесяц — территория сопредельных районов трёх стран Среднего Востока — Афганистана, Ирана и Пакистана.
- Река Амударья — стык границ Туркмении, Узбекистана и Таджикистана с Афганистаном.
- Майдантальский хребет[каз.] — точка пересечения границ Казахстана, Киргизии и Узбекистана.
- Пик Повало-Швейковского — точка пересечения границ Афганистана, Китая и Таджикистана.
- Пик Хан-Тенгри — стык границ Казахстана, Китая и Киргизии
- Дем-Кишлак — стык границ Турции, Ирана и Азербайджана.
- Серахс — стык границ Ирана, Афганистана и Туркмении.
- Фермы Шеба — стык границ Сирии, Ливана и Израиля.
- Сиаченский ледник — стык границ зон контроля Индии, Китая и Пакистана.

### Южная Америка
- Тройная граница — Аргентина, Бразилия, Парагвай.
- Байя-Негра-Бразилия, Боливия, Парагвай.
- Трес-Фронтерас — Бразилия, Перу, Колумбия.
- Сапалери — Аргентина, Боливия, Чили.
- Рорайма — Венесуэла, Бразилия и Гайана.

### Северная Америка
- Четыре Угла (Канада) — стык границ канадских провинций Манитоба и Саскечеван, Северо-Западных территорий и территории Нунавут.
- Четыре Угла (США) — стык границ американских штатов Юта, Аризона, Колорадо и Нью-Мексико.

### Африка
- Казунгула  — Замбия, Намибия, Зимбабве и Ботсвана.